# قطعنامه ۱۷۰۴ شورای امنیت
قطعنامه ۱۷۰۴ شورای امنیت سازمان ملل متحد که در تاریخ ۲۵ اوت ۲۰۰۶ تصویب شد، سندی بین‌المللی دربارهٔ بررسی وضعیت تیمور شرقی است. این قطعنامه طی نشست ۵۵۱۶ام با ۱۵ رای موافق، ۰ مخالف و ۰ ممتنع تصویب شد.